# Scotophaeus gridellii
Scotophaeus gridellii är en spindelart som beskrevs av Lodovico di Caporiacco 1928. Scotophaeus gridellii ingår i släktet Scotophaeus och familjen plattbuksspindlar.
Artens utbredningsområde är Kanarieöarna. Inga underarter finns listade i Catalogue of Life.